# La Haye-du-Theil
La Haye-du-Theil é uma comuna francesa na região administrativa da Normandia, no departamento de Eure. Estende-se por uma área de 6,93 km². Em 2010 a comuna tinha 301 habitantes (densidade: 43,4 hab./km²).